# Orcinas
Orcinas ist eine französische Gemeinde mit 39 Einwohnern (Stand 1. Januar 2022) im Département Drôme in der Region Auvergne-Rhône-Alpes; sie gehört zum Kanton Dieulefit im Arrondissement Nyons. 

## Geografie
Orcinas liegt auf einer mittleren Höhe von 612 Metern über dem Meeresspiegel am Südrand des Départements Drôme, 12 Autokilometer von Dieulefit und 37 Kilometer östlich von Montélimar. Die Nachbargemeinden sind Comps, Vesc, Bourdeaux und Crupies.

## Bevölkerungsentwicklung
| Jahr                       | 1962 | 1968 | 1975 | 1982 | 1990 | 1999 | 2007 | 2016 |
| Einwohner                  | 41   | 44   | 36   | 34   | 32   | 28   | 28   | 38   |
| Quellen: Cassini und INSEE |      |      |      |      |      |      |      |      |

## Geschichte
Im 8. Jahrhundert als villa Orsiano, 1507 als Orcinassium erwähnt, dürfte sich der Ortsname vom lateinischen ursinus, Bär, ableiten. Die Einwohner werden Orcinassois genannt.
Ursprünglich Lehen des Comtes de Valentinois fiel es 1342 an die Herren von Mirabel-en-Diois und 1541 an Jean de Clion. 1640 war es im Besitz der Familie Lattier.